# 李源泉
李源泉（1944年5月20日—），中華民國（台灣）水利工程專家及政治人物，曾代表中國國民黨以全國不分區當選為第二屆立法委員。前任臺灣省諮議會諮議長。